# Phu Bais internationella flygplats
Phu Bais internationella flygplats (HUI) är en flygplats i Huế, Thừa Thiên-Huế, Vietnam. Flygplatsen betjänar Huế. Den har kapacitet för medelstora flygplan som Airbus A321, och cirka 1 000 000 passagerare per år. Fransmännen byggde flygplatsen av militära ändamål.
För närvarande finns det flyg till Hanoi och Ho Chi Minh-staden.